# Comuna Karbivka, Haisîn
Karbivka (în ucraineană Карбівка) este o comună în raionul Haisîn, regiunea Vinnița, Ucraina, formată din satele Kîsleak, Zaricicea și Karbivka (reședința).

## Demografie
Componența lingvistică a satului Karbivka
     Ucraineană (98,63%)
     Rusă (1,18%)
     Alte limbi (0,19%)
Conform recensământului din 2001, majoritatea populației satului Karbivka era vorbitoare de ucraineană (98,63%), existând în minoritate și vorbitori de rusă (1,18%).